# Romance meta-histórico
Romance meta-histórico é um termo que descreve a ficção histórica pós-moderna, definido por Amy J. Elias em Sublime Desire: History and Post-1960s Fiction. Elias define o romance meta-histórico como uma forma de ficção histórica que continua o legado do romance histórico inaugurado por Sir Walter Scott, mas também tendo ligações com a historiografia pós-moderna contemporânea . Um romance meta-histórico não apenas usa a história para o cenário e os eventos do romance, mas força o leitor a reexaminar a história e sua própria visão dela. Ele consegue isso reinterpretando eventos históricos, escrevendo sobre pessoas comuns, cruzando vários períodos de tempo ou distorcendo a história de outras maneiras. No uso de Elias, romance não significa romances focados no casamento e no amor, mas sim um estilo em que eventos passados são "romantizados" e reinterpretados.

## Teoria
O romance meta-histórico está intimamente ligado às filosofias relacionadas do pós-estruturalismo e do pós-modernismo, que procuravam resistir à confiança no raciocínio e no conhecimento humanos. Em vez disso, os pós-modernistas questionaram se poderíamos confiar no nosso próprio ponto de vista e, em vez disso, procuraram usar a ironia, a desconstrução e a crítica para desmantelar os quadros teóricos dos outros. Desta forma, o romance meta-histórico não procura apresentar uma visão perfeita do passado, mas antes aumenta e altera o passado, a fim de fornecer uma perspectiva nova e única, que desafie as convenções ou concepções históricas do passado.
Desta forma, os romances meta-históricos ligam-se ao conceito de “sublime histórico” de Hayden White, o passado teórico criado pelas nossas mentes e pelo mundo que nos rodeia. Esses romances nos mostram o quanto desejamos e buscamos o sublime histórico e também o quão distante e impossível ele realmente é. Um exemplo disso é o romance Mason & Dixon de Thomas Pynchon, em que o narrador, que supostamente acompanhou Charles Mason e Jeremiah Dixon na criação da linha Mason-Dixon, conta contos que misturam história, fantasia, lenda e especulação. Ao combiná-los, Pynchon está criando uma visão idealizada e romantizada da história através de seu narrador, ao mesmo tempo que mistura nossas ideias de história com lendas, contos populares e elementos fictícios.
O conceito de romance meta-histórico de Elias está intimamente relacionado e influenciado pelo conceito de metaficção historiográfica de Linda Hutcheon. Ambos os termos fazem referência a obras que combinam elementos do histórico e do não-histórico ou fantástico, empregando-os especificamente no contexto das convenções literárias pós-modernas. Metaficção historiográfica é um termo um pouco mais amplo, abrangendo romances que podem não se centrar em um evento histórico, como o Slaughterhouse-Five de Kurt Vonnegut, ou não empregar os traços característicos de um "romance" conforme definido por Elias.

## Exemplos
- The Sot-Weed Factor, por John Barth (1960)
- The French Lieutenant's Woman, por John Fowles (1969)
- Mumbo Jumbo, por Ishmael Reed (1972)
- Flight to Canada, por Ishmael Reed (1976)
- The Public Burning, por Robert Coover (1976)
- Flaubert's Parrot, por Julian Barnes (1984)
- A Maggot, por John Fowles (1985)
- Hawksmoor, por Peter Ackroyd (1985)
- Foe, por J.M. Coetzee (1986)
- Chatterton, por Peter Ackroyd (1987)
- Sexing the Cherry, por Jeanette Winterson (1989)
- Lempriere's Dictionary, por Lawrence Norfolk (1991)
- A Case of Curiosities, por Allen Kurzweil (1992)
- Sacred Hunger, por Barry Unsworth (1992)
- The Volcano Lover, por Susan Sontag, (1992)
- Vindication, por Frances Sherwood (1993)
- Mason and Dixon, por Thomas Pynchon (1997)
- Quarantine por Jim Crace (1997)
- Dreamer, por Charles R. Johnson (1998)